# Mohamed Ali (Fußballspieler)
Mohamed Ali (* 21. August 1992 in Caranzalem) ist ein indischer Fußballspieler, der vor allem in der Abwehr zum Einsatz kommt. Er steht derzeit beim Indian-Super-League-Club Football Clube Goa (FC Goa) aus dem Bundesstaat Goa unter Vertrag.

## Kindheit
Mohamed Ali kam in Caranzalem zur Welt, einem Dorf in der Nähe von Goas Hauptstadt Panaji, das vor allem für seinen Strand bekannt ist. Er wuchs in vergleichsweise ärmlichen Verhältnissen bei einer alleinerziehenden Mutter auf. Sein älterer Bruder Niyazuddin trug beispielsweise ab dem Alter von zehn Jahren zum Familieneinkommen bei und Mohamed selbst verdiente ebenfalls in jungen Jahren etwas Geld bei einem Gemüsehändler. Gleichwohl nutzte er jede freie Minute, um Fußball zu spielen, auch wenn sein Bruder ihm die Konzentration auf die schulische Ausbildung nahelegte. Nachhaltige Unterstützung erhielt er an der Don-Bosco-Schule vom Schulleiter und vom Sportlehrer, seinen Weg zum Fußballprofi weiter zu verfolgen. Er könne ihren Beitrag nie vergessen, sagte er als Mittzwanziger, da sie ihm Glauben und Stärke gaben, als er beides am meisten benötigt habe (englisch „I can never forget the contribution of Fr Edwin and Sir Raposo, they gave me the belief and strength when I needed it the most.“).

## Laufbahn
Seine ersten Karriereschritte im organisierten Fußball ging Mohamed Ali für die U18-Mannschaft von Goa United SC, bevor er erstmals zum Dempo SC wechselte, wo er in der regionalen U-20-Liga zum Einsatz kam. Auf der Suche nach Einsatzminuten im Profibereich ging er anschließend zum Sporting Clube de Goa. Nachdem er über zwei Spielzeiten hinweg jedoch auf zu wenig Minuten auf dem Platz gekommen war, ging er zum Santa Cruz Club in Cavelossim, einer Stadt im südlichen Distrikt des Bundesstaates Goa. In der dortigen Goa Pro League entwickelte er sich hoffnungsvoll, was zu einem Engagement bei dem konkurrierenden Club Laxmi Prasad führte.
Von Laxmi Prasad ging es zur Saison 2015/16 erneut zu Dempo SC, wo er am Aufstieg in die I-League, Indiens höchste Spielklasse neben der Indian Super League, beteiligt war. Einen Vertrag für die erste Liga erhielt er jedoch nicht. Stattdessen war er ab Sommer 2016 für ein Jahr als Verteidiger für den Neroca FC aktiv, einen Club aus Imphal im Bundesstaat Manipur. Auch diesem Team half er beim Aufstieg von der I-League 2nd Division in die I-League.
Beim Draft für die Saison 2017/18 der Indian Super League wurde Mohamed Ali dann an zehnter Stelle von dem in Goa ansässigen Franchise FC Goa gezogen.

## Erfolge
- Aufsteiger in die I-League: 2015/16 (Dempo SC), 2016/17 (Neroca FC)